# Ровиська
Ровиська (пол. Rowiska) — село в Польщі, у гміні Коритниця Венґровського повіту Мазовецького воєводства.
Населення — 198 осіб (2011).
У 1975-1998 роках село належало до Седлецького воєводства.

## Демографія
Демографічна структура станом на 31 березня 2011 року:
|          | Загалом | Допрацездатний вік | Працездатний вік | Постпрацездатний вік |
| -------- | ------- | ------------------ | ---------------- | -------------------- |
| Чоловіки | 101     | 19                 | 62               | 20                   |
| Жінки    | 97      | 16                 | 54               | 27                   |
| Разом    | 198     | 35                 | 116              | 47                   |